# The Death of Superman
The Death of Superman è un film d'animazione del 2018 diretto da James Tucker e Sam Liu.
Pellicola statunitense prodotta dalla Warner Bros. Animation e dalla DC Entertainment basata sull'omonimo fumetto della DC Comics.
Costituisce il trentatreesimo lungometraggio facente parte dei DC Universe Animated Original Movies e l'undicesimo capitolo del cosiddetto DC Animated Movie Universe.

## Trama
Dopo aver fermato una rapina dell'Intergang, Superman trova alcuni frammenti di tecnologia provenienti da Apokolips e pertanto, assieme alla Justice League, porta il tutto ai Laboratori S.T.A.R. per scoprirne le caratteristiche; nel frattempo decide di mostrare alla reporter Lois Lane la navicella su cui è arrivato sulla Terra: l'alter ego del kryptoniano, Clark Kent, è da tempo il compagno della giornalista ma nemmeno dopo averle presentato i suoi genitori si convince a rivelarle la verità.
Dopo aver scoperto che i frammenti sono composti di una lega aliena e terrestre, Superman interroga al riguardo Lex Luthor, sottoposto agli arresti domiciliari, senza tuttavia ottenerne nulla; in quel contempo la missione spaziale guidata da Hank Henshaw e sua moglie viene funestata da una pioggia di meteoriti che si scatena su di loro dopo l'apertura di un boomdotto: la più grossa di queste rocce va a depositarsi sul fondale marino e poco dopo ne fuoriesce una creatura capace di uccidere a mani nude alcune guardie atlantidee e gli esperti mandati ad indagare da Luthor, che in realtà evade costantemente dalla sua dimora.
L'essere, guidato da una furia inarrestabile, si mette alle spalle una scia di sangue e distruzione senza precedenti e pertanto la JLA entra in azione: nemmeno il gruppo di paladini, tuttavia, riesce ad arginare la devastante forza dell'entità e pertanto si rivela necessario l'intervento di Superman, che poco prima aveva confessato a Lois la verità e il suo amore.
Superman e la creatura, ribattezza da Lois Doomsday, si danno battaglia per le strade di Metropolis: anche Luthor interviene nello scontro protetto da un'armatura high-tech, ma neppure lui può nulla. Un attimo prima che Doomsday si rivolga contro Lois, Clark riesce a ucciderlo a costo della sua stessa vita, morendo tra le braccia dell'amata.
Tutto il mondo piange la scomparsa dell'Uomo d'acciaio, quando improvvisamente la sua navicella si attiva e raggiunge la sua tomba, da cui poco dopo fuoriesce una figura del tutto simile a quella di Superman, e insieme i due si dirigono al Polo Nord, dove l'aliante terraforma i ghiacci polari creando una fortezza. Poco dopo uno dei cloni del kryptoniano fugge dal laboratorio segreto in cui Luthor compie i suoi esperimenti mentre uno degli scienziati dei Laboratori S.T.A.R., John Irons, crea un logo di Superman in acciaio e un cyborg che assomiglia a Kal-El vola nell'atmosfera.

## Produzione
La storia inizialmente doveva adattarsi al film Superman: Doomsday - Il giorno del giudizio del 2007.

## Promozione
Il primo trailer del film è stato distribuito il 16 maggio 2018.

## Distribuzione
Il film è stato presentato al San Diego Comic-Con il 20 luglio 2018 ed è stato distribuito direct-to-video digitalmente il 24 luglio 2018 e il 7 agosto nei formati DVD e Blu-ray. A discapito dell'uscita pianificata, il film è trapelato in rete già da giugno.

### Edizione italiana

#### Doppiaggio
| Personaggio                   | Doppiatore         |
| ----------------------------- | ------------------ |
| Clark Kent / Superman         | Jerry O'Connell    |
| Lois Lane                     | Rebecca Romijn     |
| Lex Luthor                    | Rainn Wilson       |
| Diana Prince / Wonder Woman   | Rosario Dawson     |
| Hal Jordan / Green Lantern    | Nathan Fillion     |
| Barry Allen / Flash           | Christopher Gorham |
| Arthur Curry / Aquaman        | Matt Lanter        |
| Victor Stone / Cyborg         | Shemar Moore       |
| Martian Manhunter             | Nyambi Nyambi      |
| Bruce Wayne / Batman          | Jason O'Mara       |
| Sindaco                       | Jonathan Adams     |
| Silas Stone                   | Rocky Carroll      |
| Bruno Mannheim Dabney Donovan | Trevor Devall      |
| Jonathan "Pa" Kent            | Paul Eiding        |
| Hank Henshaw                  | Patrick Fabian     |
| Martha "Ma" Kent              | Jennifer Hale      |
| Bibbo Bibbowski               | Charles Halford    |
| Mercy Graves                  | Erica Luttrell     |
| Jimmy Olsen                   | Max Mittelman      |
| Cat Grant                     | Toks Olagundoye    |
| Dan Turpin                    | Rick Pasqualone    |
| Maggie Sawyer                 | Amanda Troop       |
| John Henry Irons              | Cress Williams     |

## Sequel
Un sequel è stato distribuito nel 2019 con il titolo de Il regno dei Superman; si basa sulla seconda parte della storia e in esso sono presenti Kon-El, Acciaio, Eradicatore e Cyborg Superman, già anticipati nelle scene che intramezzano i titoli di coda.